# マギルス
マギルス（Magirus GmbH）は、消防隊の先駆者であり起業家であるドイツ人のコンラッド・ディートリッヒ・マギルス（Conrad Dietrich Magirus）によって設立された ドイツ、バーデン＝ヴュルテンベルク州ウルムに拠点を置く消防用設備と貨物自動車（消防車）メーカー。ドイツ社（Deutz AG）の商用車部門であったマギルス＝ドイツ（Magirus-Deutz）として一般的に知られる。今日も使用されるロゴはウルム大聖堂の尖塔を象ったMagirusの「M」を表している。
マギルスは消防用設備に関する世界有数のメーカーであり、はしご車の分野では世界一となる。消防車はイヴェコのシャーシとエンジンを基に製造が行われているが、イヴェコ以外のプラットフォーム（パワートレイン）を選択することも可能である。
日本には1982年（昭和57年）に東京消防庁に初号車が導入された。現在は片倉工業がマギルス製はしご車の販売・整備を行う。

## 歴史

### 黎明期から創業まで

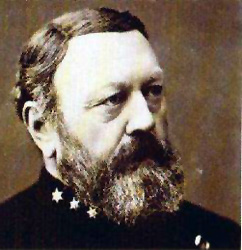
創業者コンラッド・ディートリッヒ・マギルス

食料品店と食品工場を営む両親のもとに生まれたマギルスは、青年期に体操選手として活動し、その後、イタリアのナポリに職業訓練生として7年間留学。留学後の19世紀前半にはウルム体操協会の理事に就任している。1847年にマギルスを含む体操選手数名でウルム市初となるウルム消防隊（消防士）を結成。結成後に出動したオーストリア、ドナウシュタットで火災の消火に成功している。1850年に父親の事業を引き継いでおり、同時期、自身の消火活動の記録と消火技術に関する書籍「Alle Theile des Feuer-Lösch-Wesens（消火活動の本質）」を自費出版している。ウルムでの活動が認められたことにより1853年にウルム消防隊の指揮官に任命され、7月10日には消火を専業とする現代消防署の前身となる「Deutscher Feuerwehrverband（ドイツ消防団）」を設立している。マギルスはこの仕事に没頭しており、消防車の開発や消火器および消火技術の改善などに取り組み、特に消火活動における数々のはしご車の設計を行い、思いついたアイデアを次々形にしたことから、はしご車における先駆者とみなされている。
1864年、マギルスはエバーハート兄弟との合弁企業「Gebr. Eberhardt offene Handels- und Kommanditgesellschaft（エバーハート兄弟合名=パートナーシップ）」社を設立。しかし、兄弟と意見が対立したため、1866年に「Feuerwehr-Requisiten-Fabrik C. D. Magirus gab（マギルス消防小道具工場）」と名付けたマギルス社の前身を創始し、この年から消防車の製造を開始している。

### 創業以降
1873年、マギルスは高さ14mの2段式延長はしご車「ウルマー・ラダー（Ulmer Ladder）」を開発し、1873年にウィーンで開催された国際博覧会で発表し金メダルを受賞している。1883年にはマギルスの長男ハインリッヒが会社に加わる。業績は好調であり、新工場設立など得て企業規模が拡大している。1887年にマギルスは会社を3人の息子に対し譲渡。マギルスが開発した車両（ワゴン）は初期は馬により牽引され、次に蒸気エンジンに替わり、その後ガソリンエンジンによる動力に切り替わっている。1910年代後半にはトラックやバスの製造を開始。当初アメリカから輸入されたディーゼルエンジンを使用していたが、1929年以降、独自のディーゼルエンジンを開発し、このエンジンを使用した車両製造を開始している。また、マギルス製品は過酷な状況下でも作動するため技術力に関し定評がある。この他にもマギルスはターンテーブル式のはしご車を発明しており、これはマギルス・リッター（Magirus Leiter）と呼ばれ世界中で消防隊の必須機材となっている。

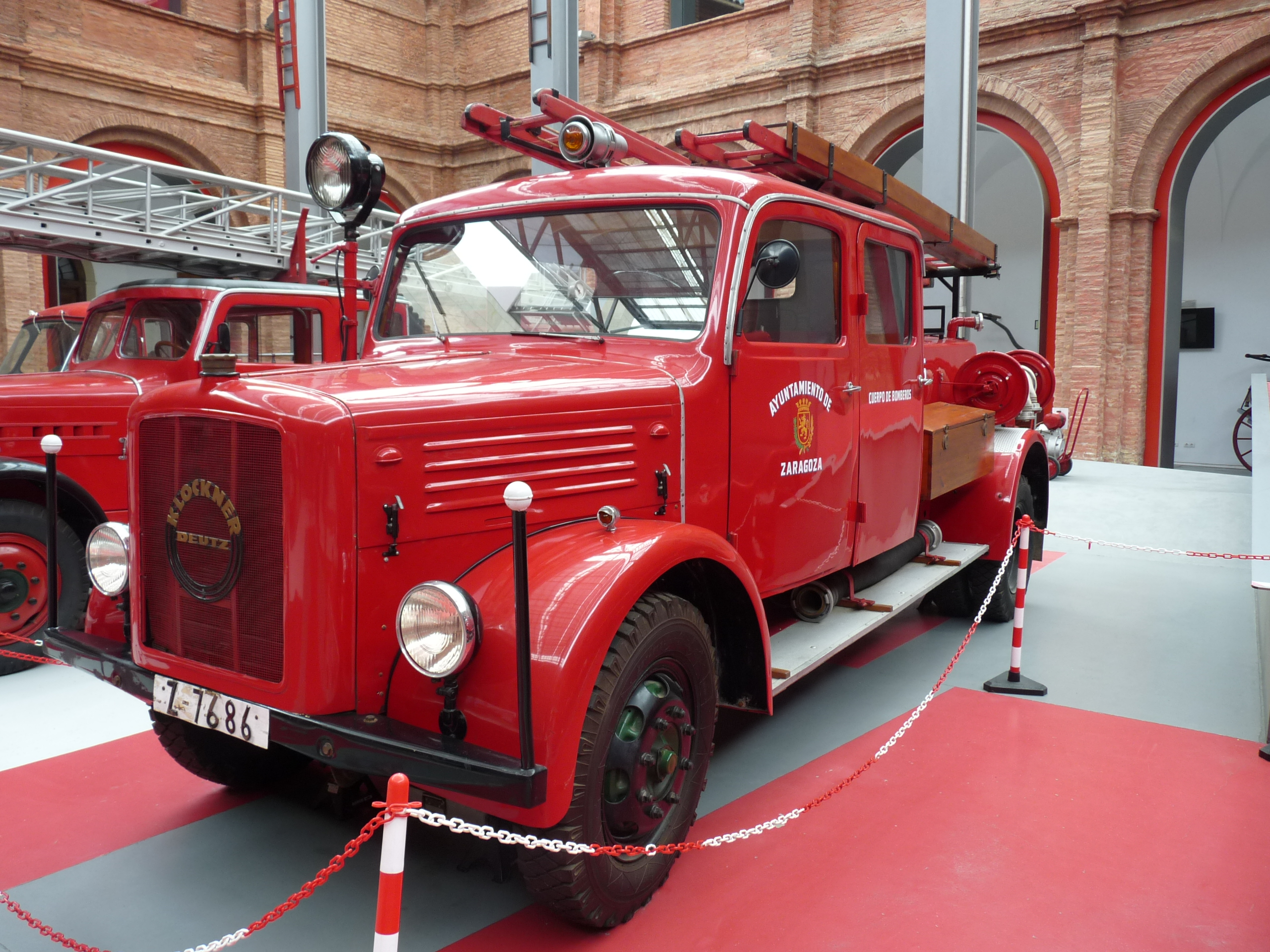
1942年式 T-5型はしご車。クレックナー＝フンボルト＝ドイツ（KHD）エンブレムとなっている

1940年から1945年までマギルスの名称は使用されず、フロントグリルに付いていたMを模したエンブレムもクレックナー＝ドイツ（Klöckner-Deutz 正式には Klöckner-Humboldt-Deutz, KHD Deutz AGの前身）名義となり、KHDのエンブレムである円形の物に代わり販売が行われている。1949年にエンブレムはマギルスのMに戻っており、ブランド名はマギルス＝ドイツとして販売されている。1974年にフィアットのトラック部門とのパートナーシップを締結。この結果、1975年にフィアットの商用車部門「イヴェコ」が誕生している。1975年にマギルス=ドイツはイヴェコの傘下企業となっており、「イヴェコ・マギルス」としてマギルスブランドのトラックを製造している。KHDとフィアットとの合弁事業は1979年に突如終了し、急遽フィアットがマギルス=ドイツの所有者となっている。イヴェコのトラックは、1980年代の終わりまでドイツおよび他のヨーロッパ市場や中東市場ではマギルスブランドとして販売されていた。
2013年、イヴェコ・マギルスは消防用設備品に関して再び「マギルス」ブランドを使用することを決定している。また、この年の9月23日に社名を「Magirus GmbH」に変更している。現在、マギルスブランドは、消防設備部門にのみ使用されているブランド名となり、通常のトラック部門ではイヴェコブランドが使用されている。
2025年1月、ミュンヘンの投資ファンド、ムタレスがイヴェコグループからマギルスを買収した。

### 飛行船用はしご車

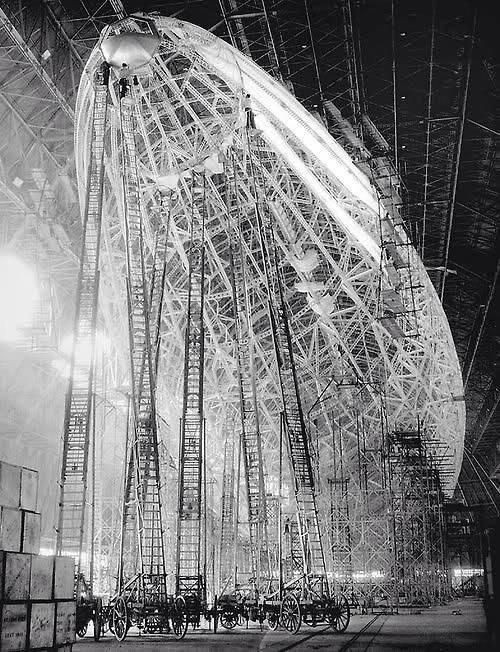
1930年オハイオで建造中の飛行船。はしご車先端で作業しているのが見える

マギルス社は、飛行船の建造に使用される可動式のはしご車の全てをドイツとアメリカで製造している。スライド式のマルチエクステンションはしご車はトレーラー形式のワゴン車であり、馬による牽引を考慮した設計であったが、このはしご車は大人2人で移動させることが出来るほど軽快であった。ワゴンにははしごが転倒するのを防ぐため、四方に手ネジ式の「アウトリガー」が装備されている。また最大で約80度の角度で25m（85フィート）まで伸ばすことが可能であった。このはしご車は1920年代と1930年代に撮影された飛行船建造中の写真に記録されているのが見受けられる。

## 製品
Magirus turntable ladders（はしご車）
数字は梯子全長を表す。
- M27L
- M32L
- M32L-AS - 関節式はしご車。障害物や狭小空間で利便性が向上する。
- M32-AS NB
- M32L-AT - 間接式はしご車。
- M34L-H
- M39L
- M42L
- M42L-AS - 関節式はしご車。
- M55L
- M60L
- M68L - はしご車最大となる68mまで延伸可能なレスキューリフト付きはしご車。

Fire Engines（消防車）
- Light pumpers - 小型ポンプ車。
  - TSF-W
  - MLF

- Medium pumpers - 中型ポンプ車。
  - LF 10 CITY
  - LF 10 ALL-WHELL
  - LF 20 CITY
  - LF 20 ALL-WHELL
  - LF-KATS
  - TLF 3000
  - TLF 4000

- Heavy pumpers - 大型ポンプ車。
- Industrial Fire Engines - 工場向け消防車。
- Forest firefighting vehicles - 山火事向け消防車。

Airport Fire Engines（空港消防車 ARFF）
- The Magirus DRAGON - 専用設計されたARFF車両。
  - Magirus DRAGON X4
  - Magirus DRAGON X6
  - SUPERDRAGON X8

- The Magirus IMPACT - 小型空港向けの消防車。
  - Magirus IMPACT X4
  - Magirus IMPACT X6
  - Magirus SUPERIMPACT X6

Special Vehicles（特殊車両）
- Magirus AirCore - 大型ファンに液体噴霧機能が取り付けられたタービン消防車。森林火災などで使用される。
- Magirus MultiStar - 中型車がベースとなる伸縮式ブームリフトが取り付けられた車両。
- Mobile command centre - バンベースの指揮車両。

Logistics Rescue Vehicles（ロジスティクス・レスキュー車両）
コンポーネントを自在に組み合わせ使用されるベースとなる中型車両。

Components & Systems（機材とシステム）
- portable pumps - 携行式ポンプ。
- pumps - 据え置き（車両搭載）型ポンプ。

## 画像

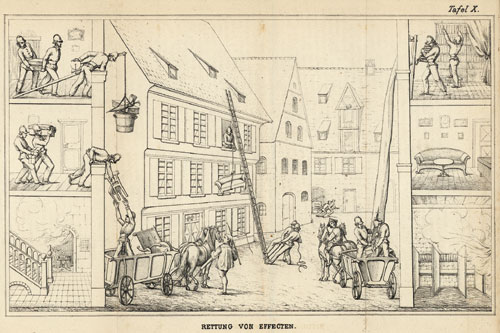
自費出版された書籍、Alle Theile des Feuer-Lösch-Wesens（消火活動の本質）
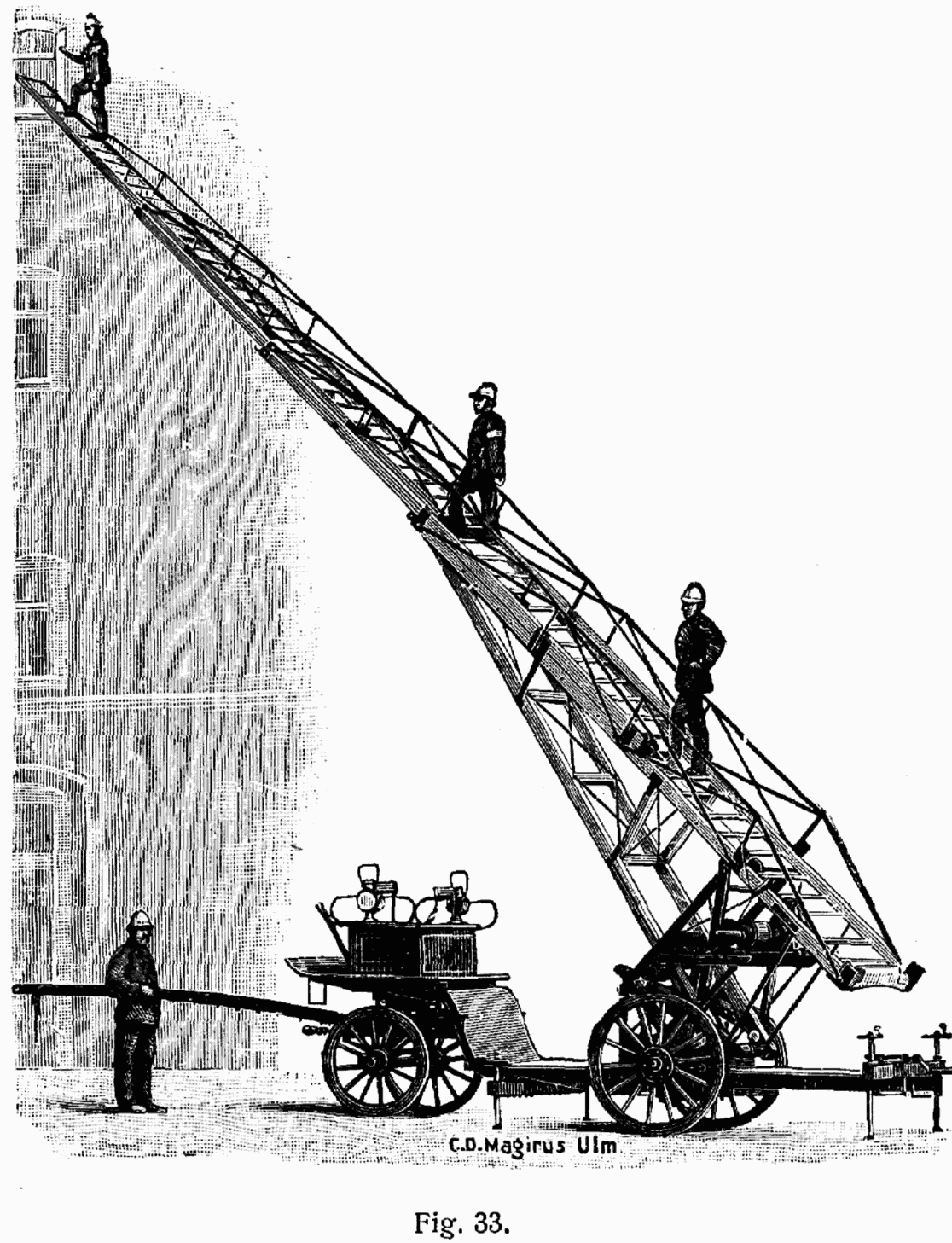
1904年に開発されたはしご車（ワゴン）
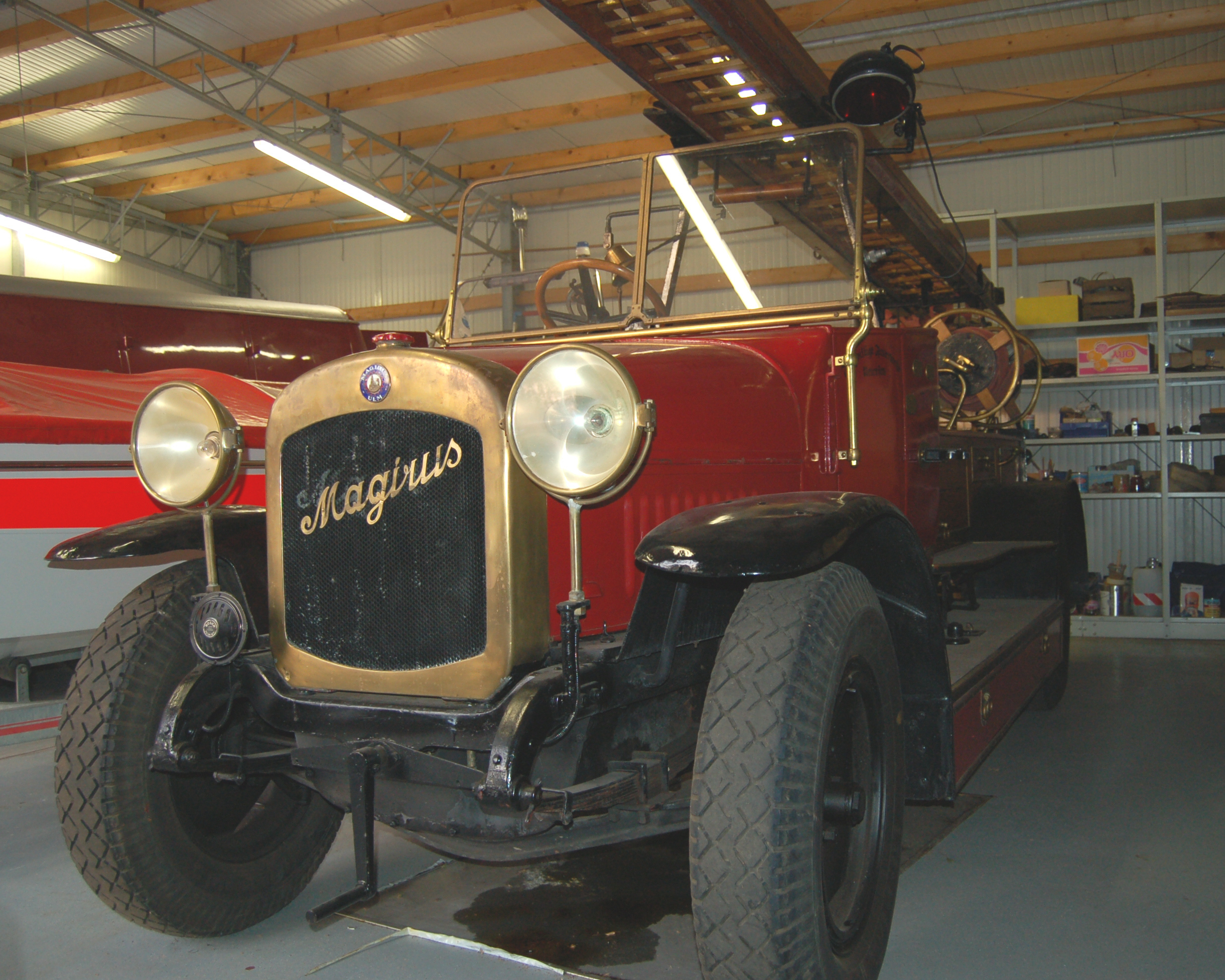
1923年式はしご車
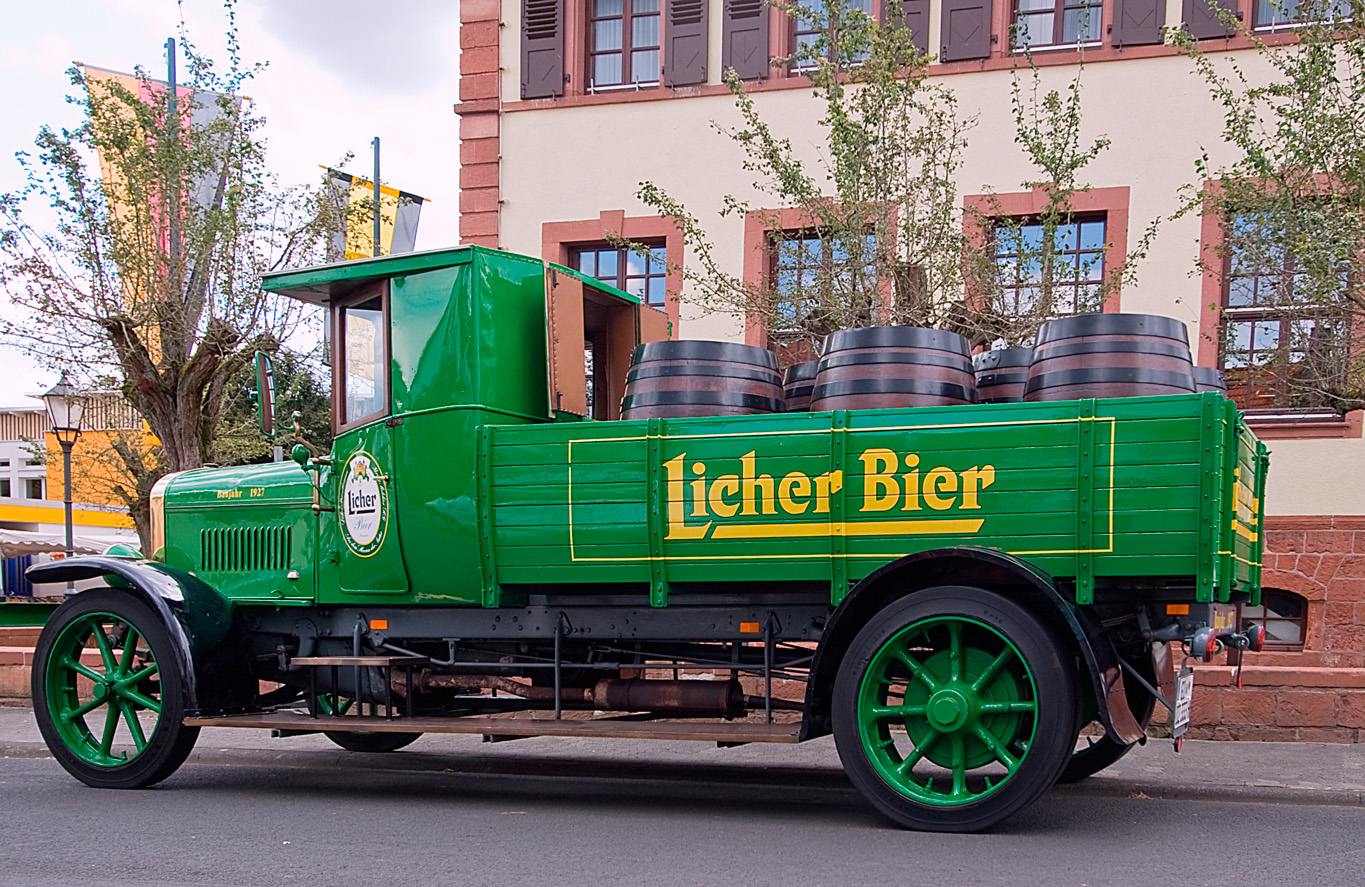
1927年式マギルストラック
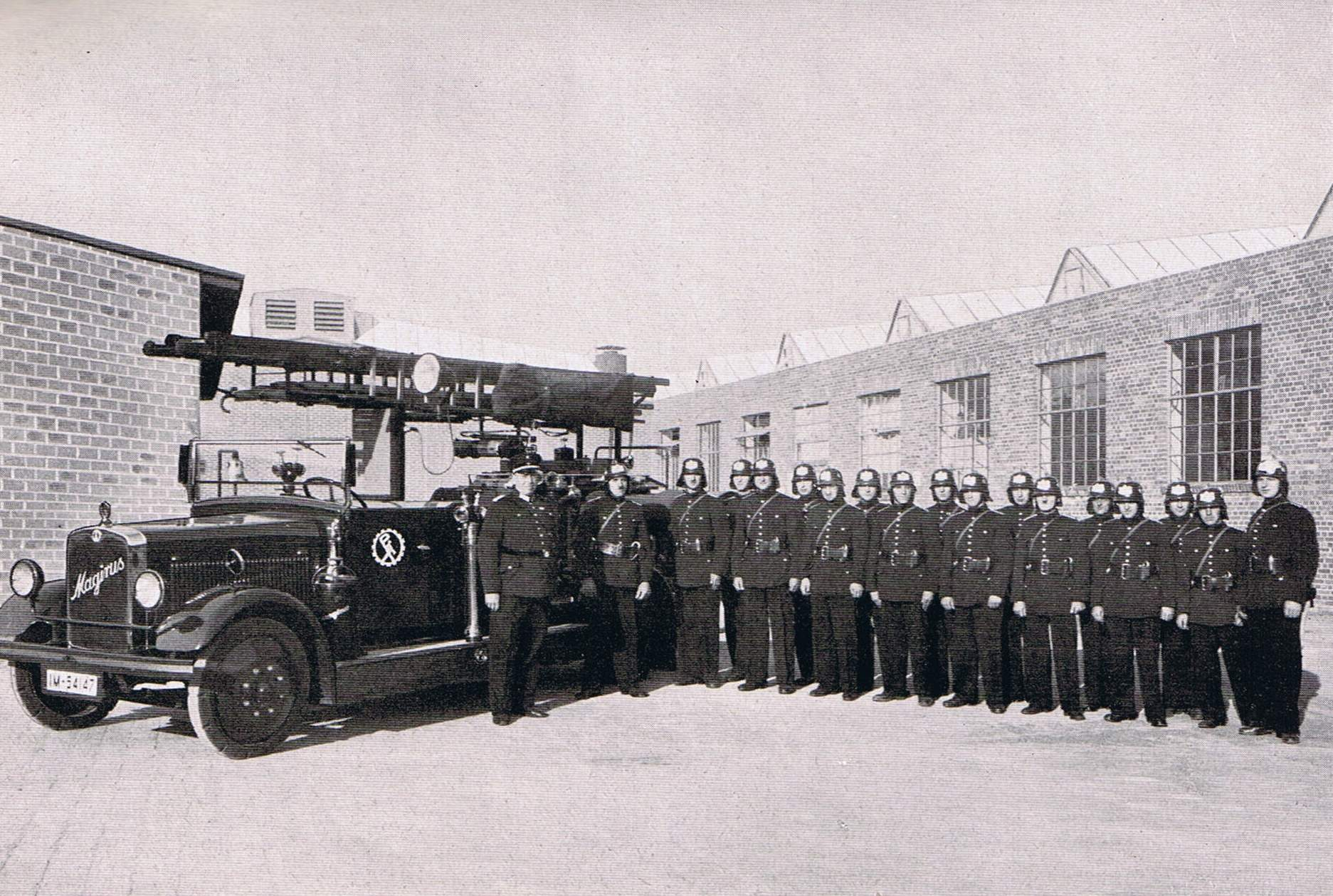
1935年に結成されたマギルスと消防隊
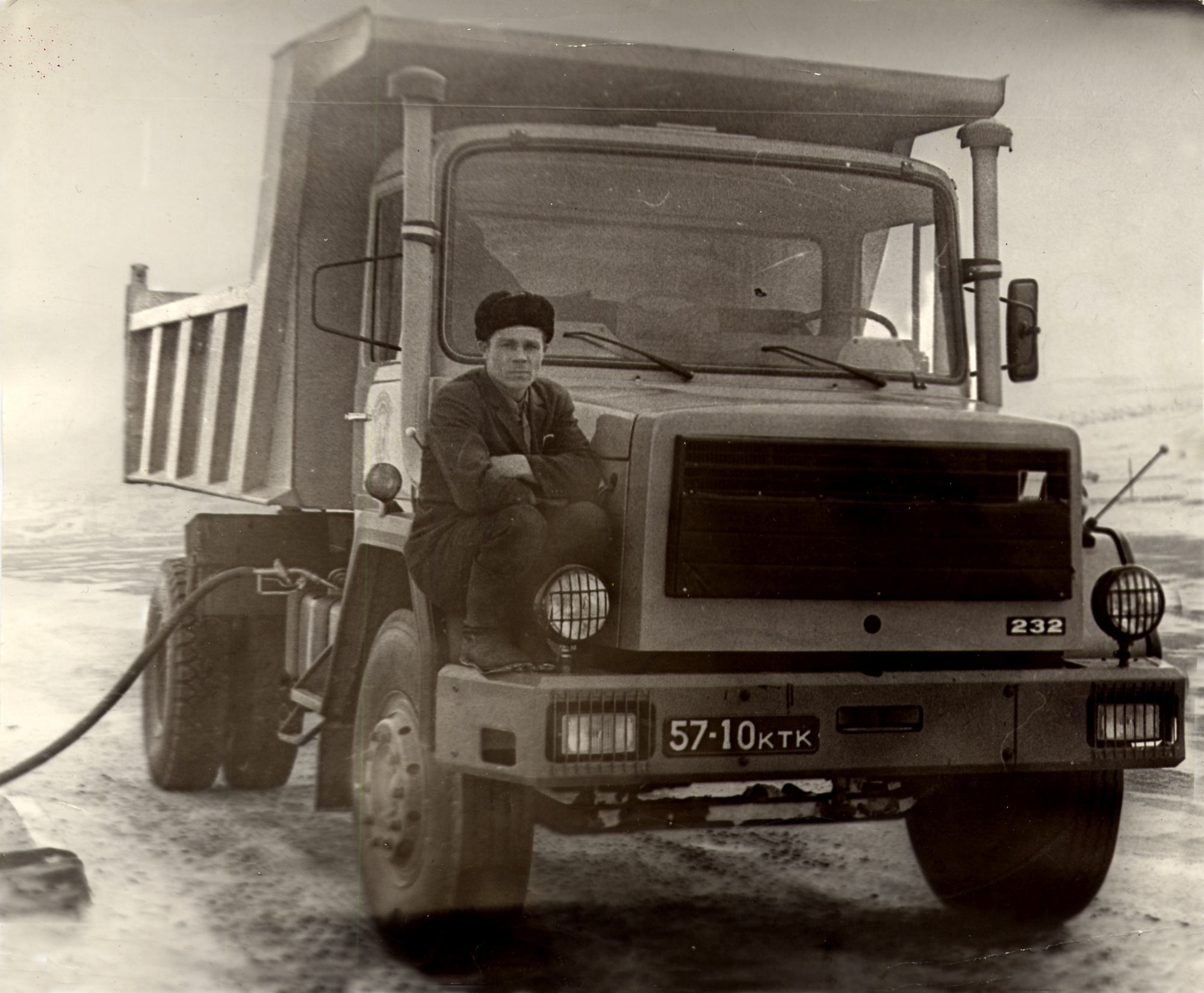
ソ連で使用された Magirus-Deutz 232 D19Lダンプカー
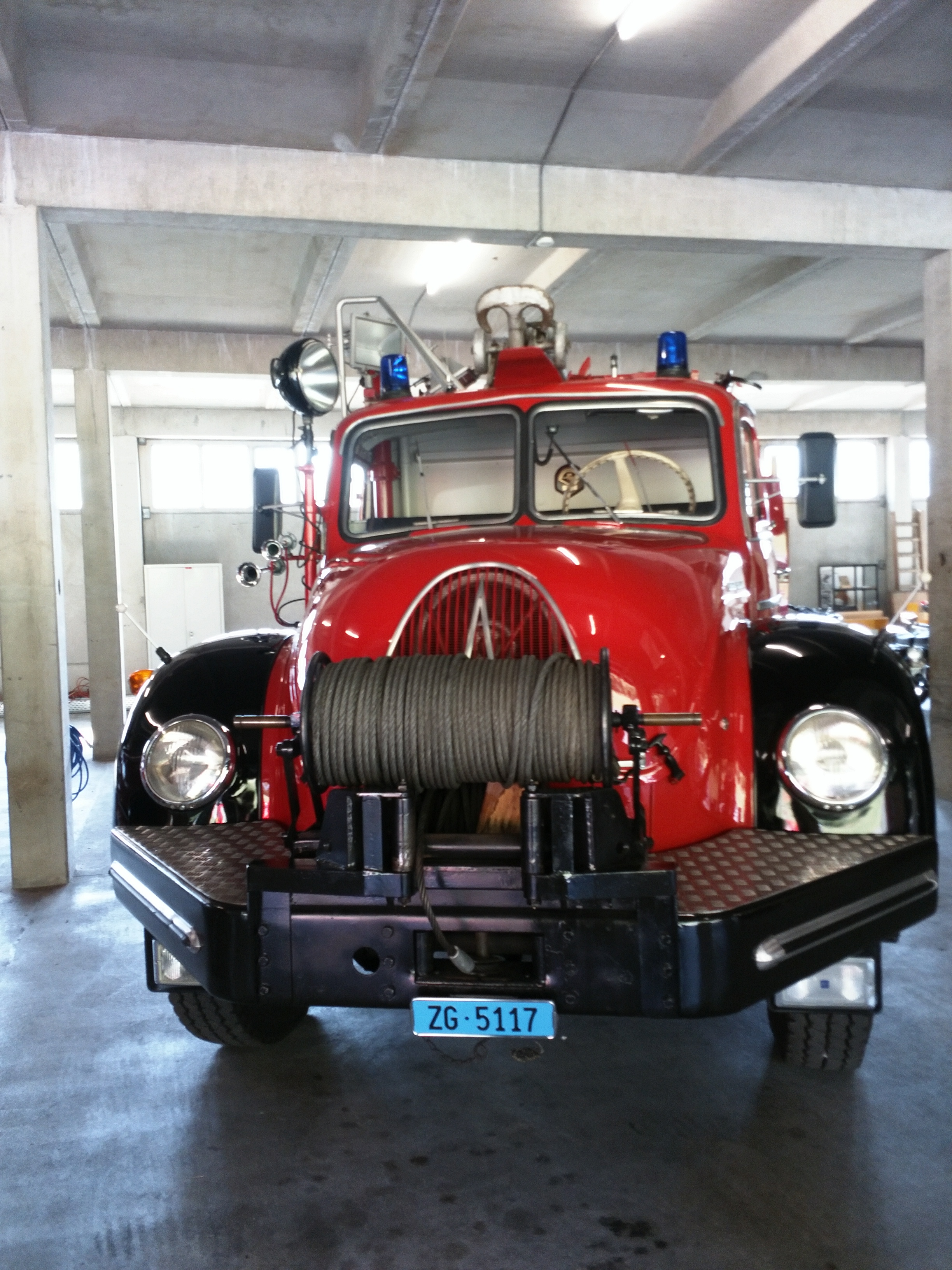
6両のみ製造された全地形対応消防車 Magirus-Deutz Muni
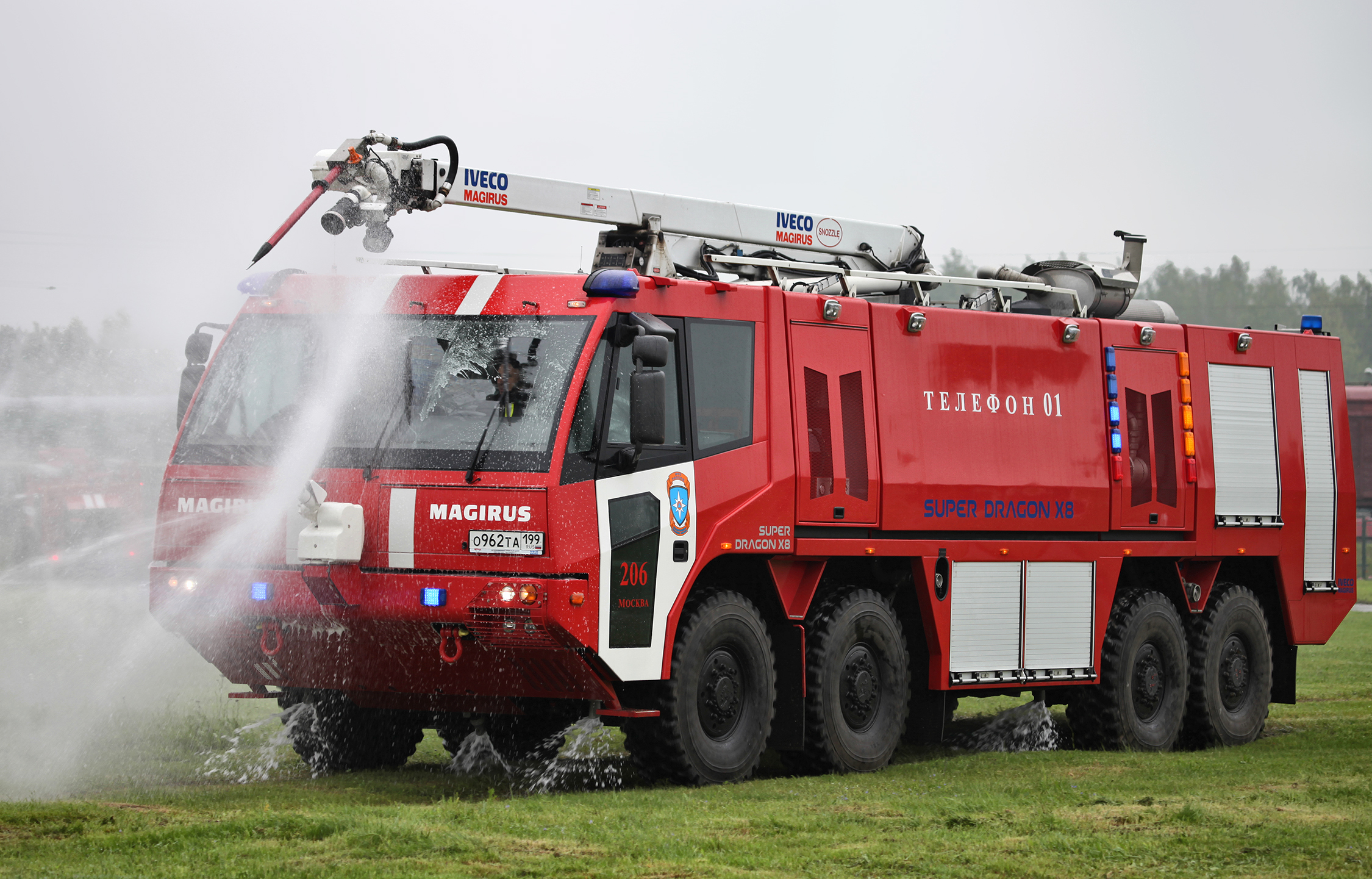
ロシアで稼働するARFF車両。Iveco Magirus Super Dragon X8
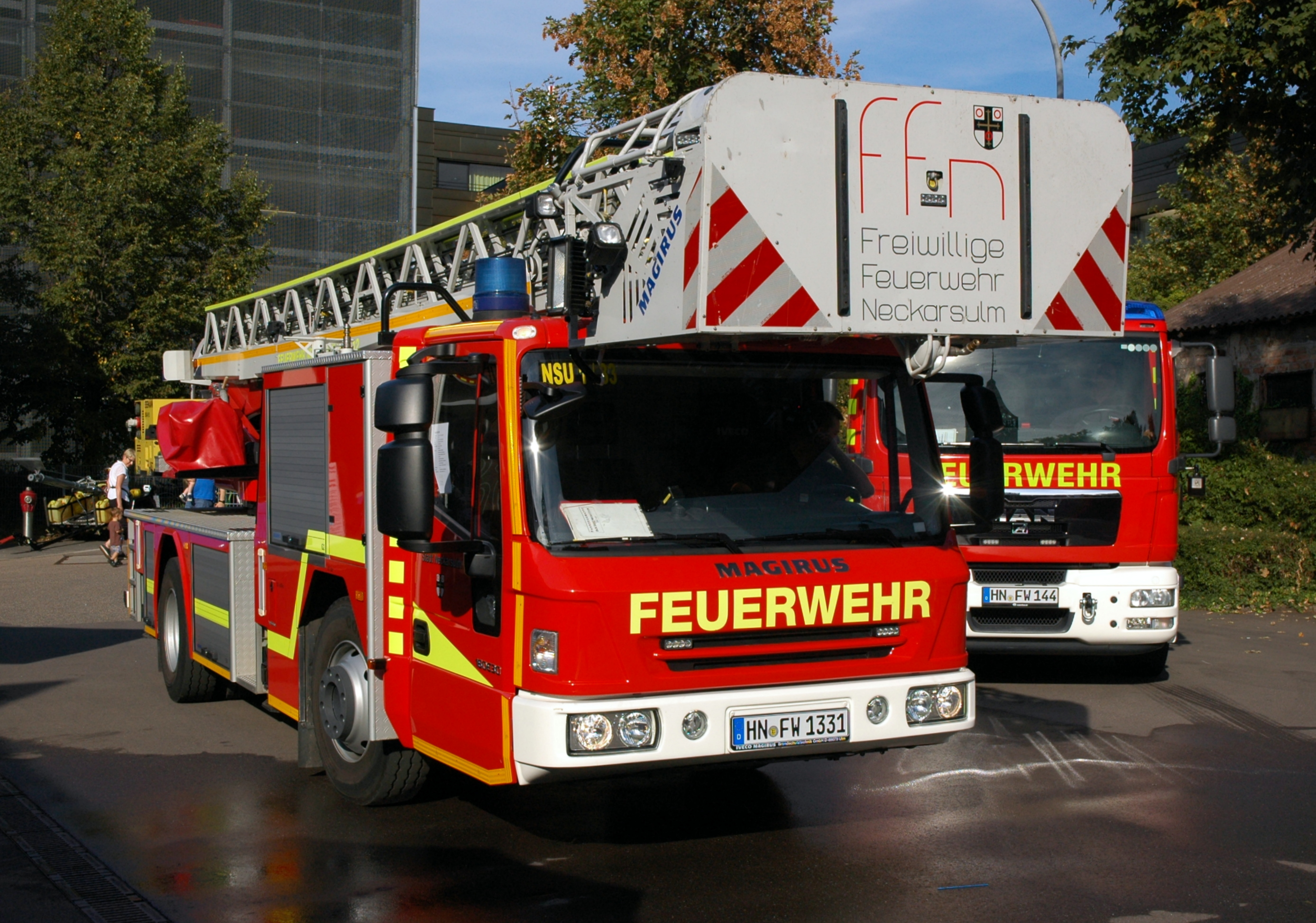
ポーランドで稼働するはしご車 Iveco Magirus - HN-WF 1331
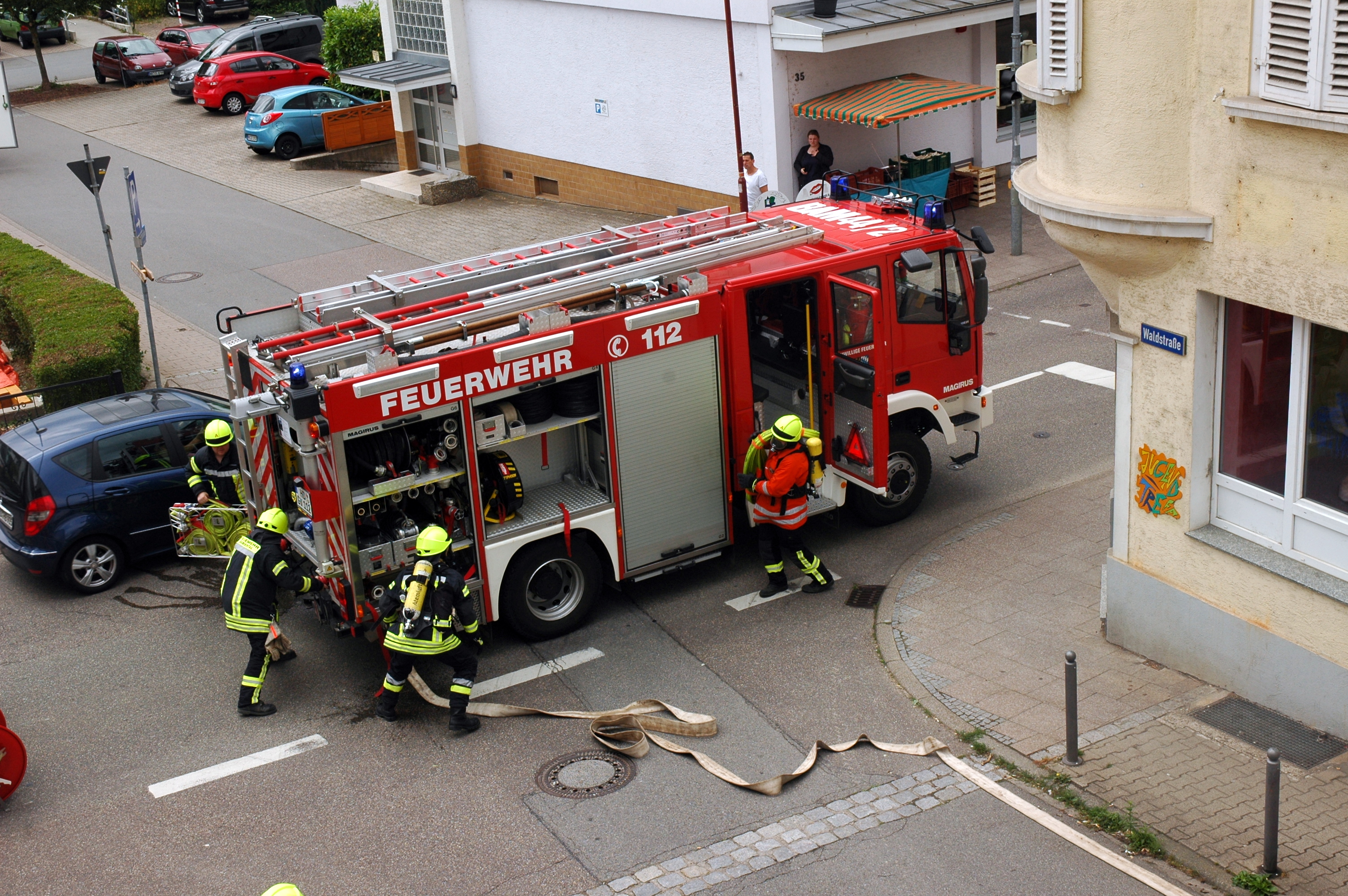
ドイツで稼働するポンプ車
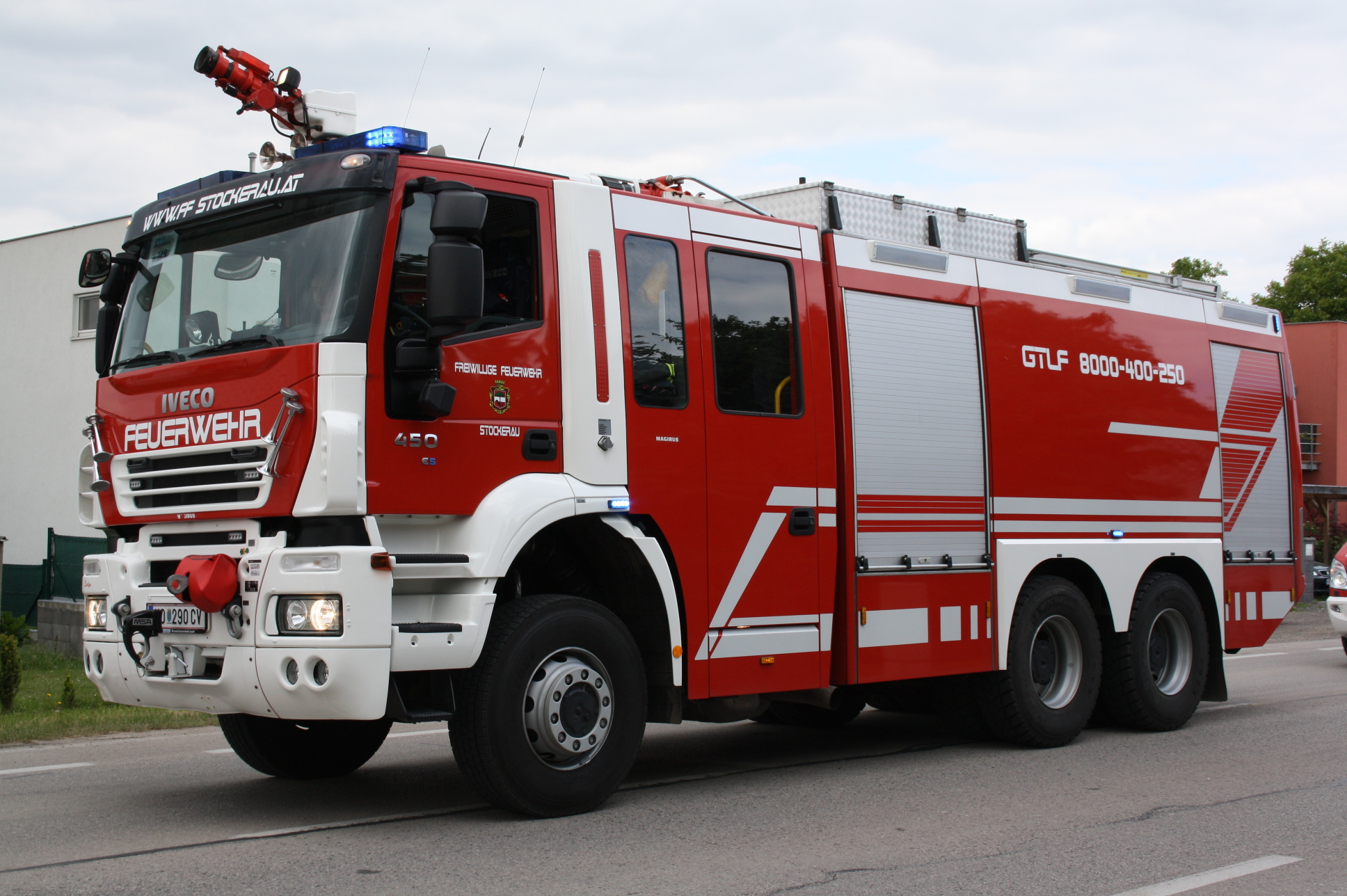
オーストリアで稼働するポンプ車
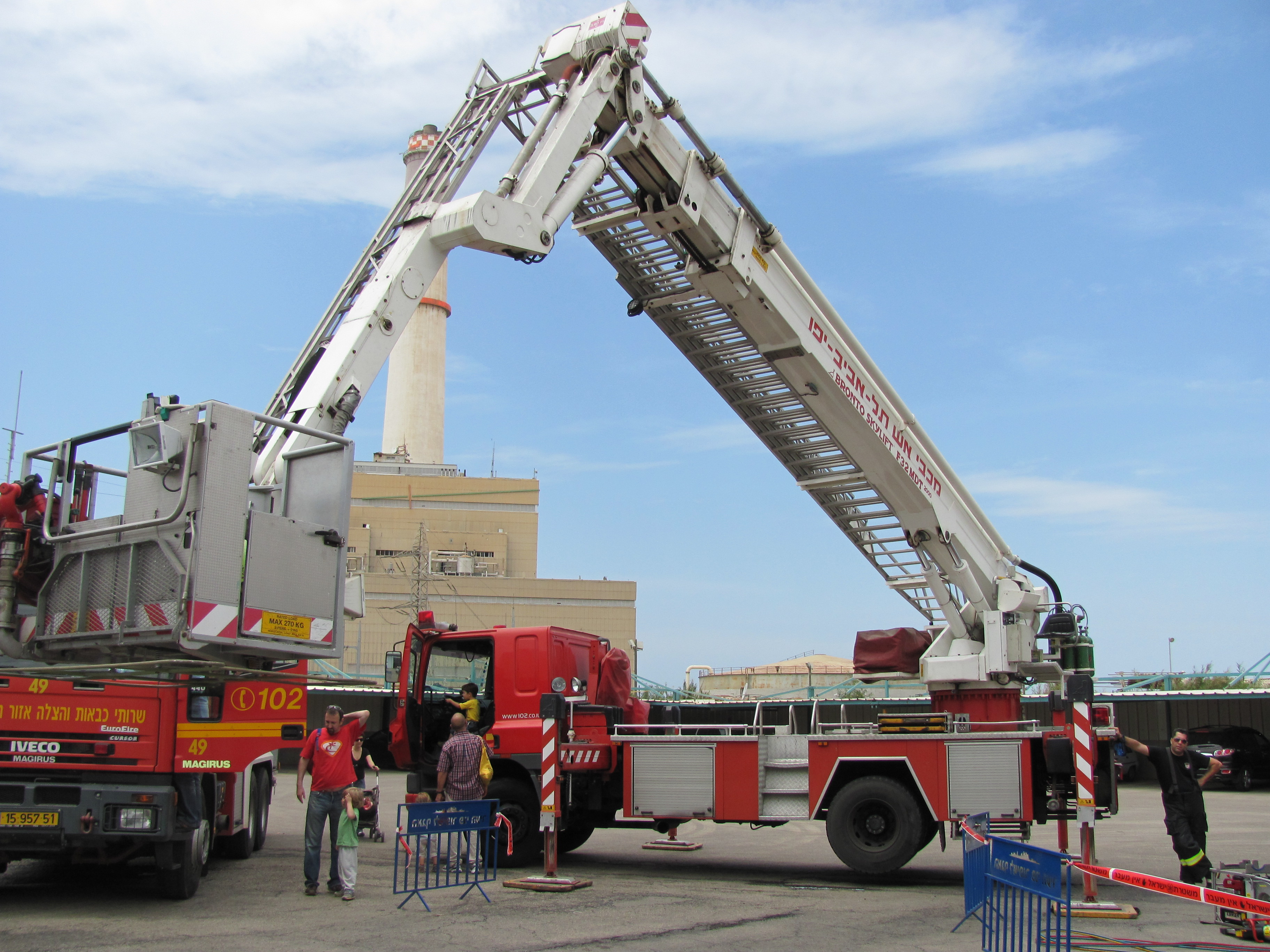
イスラエル、テルアビブの消防署に採用されたはしご車